# Azobé

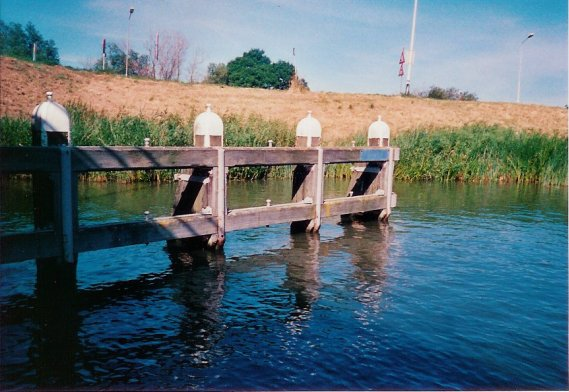
Een remmingwerk bij een sluis, voor dit soort toepassingen wordt vaak voor Azobé gekozen

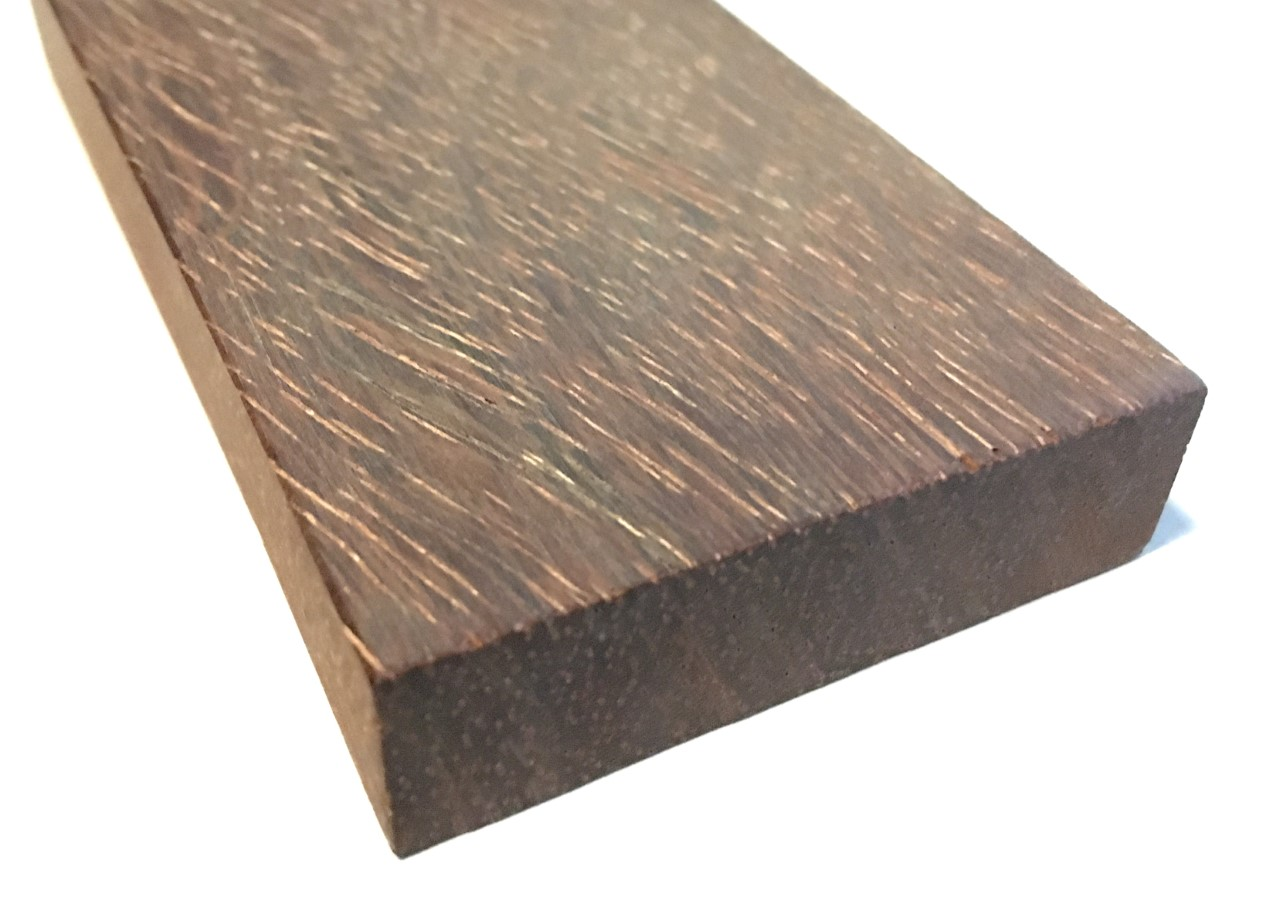
Azobé

Azobé is een bijzonder harde, zeer duurzame houtsoort. Het hout heeft een paarsbruine kleur, met kenmerkende, wit tot geel gekleurde inhoudsstoffen in de vaten. 
Het wordt vooral gebruikt voor zware constructies in de waterbouwkunde die niet alleen weer en wind moeten doorstaan, maar ook grote krachten moeten opvangen zoals sluisdeuren en palen waar schepen tegenaan kunnen varen (dukdalven, remmingwerken e.d.). In Nederland en België wordt azobé niet aangevreten door paalworm. Ook wordt het voor steigerdelen gebruikt en overal waar een zeer vaste duurzame houtsoort benodigd is zoals paalfunderingen en regels. Maar ook in afscheidingen van vlechtmatten en beschoeiingen wordt het toegepast, alsmede als tuinhout, pergola's en vlonders.
Azobé is zwaar: meestal zal het in water zinken. Er kan veel spanning in het hout zitten: dit is met name merkbaar (scheluw- of kromtrekken) bij  planken en palen dunner dan 50 mm, bij dikkere palen speelt dit geen rol. Het hout is vaak erg kruisdradig, draaihartig en warrig van nerf. Daardoor is het haast niet te kloven. Het is vaak te hard om te spijkeren, vaak wordt het met fretbouten aan elkaar gezet, beide handelingen worden zeer vereenvoudigd door eerst voor te boren. Vers gezaagd, geboord of gekloofd hout heeft een kenmerkende tanninegeur. Azobé houtstof en -splinters kunnen een allergische reactie opwekken. 
Andere namen waaronder deze houtsoort bekend is zijn onder andere Ekki en Red Ironwood (Engels sprekende landen) en Bongossi (Duitsland).  
Azobé is afkomstig van Lophira alata Banks ex Gaertn.f. (familie Ochnaceae), een boom tot 60 meter hoog, in West- en Midden-Afrika. De soort staat op de Rode Lijst van de IUCN geklasseerd als 'kwetsbaar'.